# Kapsokwony
Kapsokwony är huvudort i distriktet Mount Elgon i Västprovinsen i Kenya. Folkmängden uppgick till 3 699 invånare vid folkräkningen 2009.